# Matheus Cunha Queiroz
Matheus Cunha Queiroz (Tupi Paulista, 24 de maio de 2001) é um futebolista brasileiro que atua como goleiro. Defende o Flamengo.

## Carreira

### Antecedentes
Nascido em Tupi Paulista, no estado de São Paulo, Matheus Cunha participou de uma "peneira" em Flora Rica aos 11 anos e despertou a atenção dos olheiros do São Paulo. Foram dois anos de idas e vindas à capital paulista para avaliações, sendo que no final de 2014 obteve uma resposta positiva e passou a integrar as categorias de base do clube, atuando pelo Sub-13.
Mesmo com a aprovação para se juntar às categorias de base do Tricolor, Matheus não tinha dinheiro para o custo da viagem e nem de seus materiais de treinamento. Foi então que moradores da sua cidade natal se sensibilizaram com a situação e resolveram apostar no talento do jogador, se organizando e arrecadando verbas para que o jovem levasse adiante o sonho de se tornar atleta profissional de futebol.
O goleiro permaneceu na base do São Paulo por cinco anos, antes de ser contratado pelo Flamengo em 2021.

### Flamengo
Em 2021, Matheus Cunha chegou ao Flamengo e tornou-se o goleiro principal da equipe Sub-20, atuando em 25 jogos na temporada, somando o Campeonato Carioca Sub-20 e o Campeonato Brasileiro Sub-20, sofrendo apenas 14 gols. No ano seguinte, foi integrado ao elenco profissional do clube. Sua estreia como profissional aconteceu no dia 26 de janeiro de 2022, entrando como titular em uma vitória por 2–1 sobre a Portuguesa-RJ, em casa, válida pelo Campeonato Carioca.
Fez sua estreia oficial em uma partida do Campeonato Brasileiro no dia 7 de maio de 2023, entrando como substituto de Santos, após o goleiro sofrer uma lesão em uma derrota fora de casa para o Athletico Paranaense por 2–1. Sua estreia oficial em uma competição continental aconteceu em 24 de maio, começando como titular em um empate fora de casa por 1–1 com o Ñublense, pela Libertadores.
O jogador teve o seu contrato renovado com o Flamengo no dia 6 de junho, assinando um novo vínculo válido até o final de 2025.
Depois da chegada do argentino Agustín Rossi, Matheus Cunha terminou a temporada de 2023 na reserva. Apesar disso, foi o goleiro com mais jogos pelo Flamengo na temporada e atuou em 36 jogos, sendo 35 como titular, com 33 gols sofridos. Foi também quem mais ficou em campo: disputou um total de 3 109 minutos.
Ao longo da temporada 2024, Matheus Cunha disputou apenas 12 jogos. Teve mais sequência com Tite, já que o treinador revezava os goleiros em meio à Copa do Brasil, Libertadores e Brasileirão.

## Seleção Brasileira

### Sub-23
Em 18 de agosto de 2023, Matheus foi um dos convocados pelo técnico Ramon Menezes para a disputa de dois amistosos contra o Marrocos, visando os Jogos Pan-Americanos e o Torneio Pré-Olímpico.
Sua estreia pela Seleção Brasileira Sub-23 aconteceu no dia 7 de setembro, na derrota do Brasil por 1–0. O segundo jogo do Brasil, que seria realizado no dia 11 de setembro, foi cancelado devido a um terremoto no Marrocos.

## Estatísticas
Atualizadas até 25 de setembro de 2023

### Clubes
| Equipe            | Temporada         | Campeonato nacional | Campeonato nacional | Campeonato nacional | Copa nacional[a] | Copa nacional[a] | Copa nacional[a] | Competições continentais[b] | Competições continentais[b] | Competições continentais[b] | Outros torneios[c] | Outros torneios[c] | Outros torneios[c] | Total | Total | Total   |
| Equipe            | Temporada         | Jogos               | Gols                | Assist.             | Jogos            | Gols             | Assist.          | Jogos                       | Gols                        | Assist.                     | Jogos              | Gols               | Assist.            | Jogos | Gols  | Assist. |
| ----------------- | ----------------- | ------------------- | ------------------- | ------------------- | ---------------- | ---------------- | ---------------- | --------------------------- | --------------------------- | --------------------------- | ------------------ | ------------------ | ------------------ | ----- | ----- | ------- |
| Flamengo          | 2022              | 0                   | 0                   | 0                   | 0                | 0                | 0                | 0                           | 0                           | 0                           | 2                  | 0                  | 0                  | 2     | 0     | 0       |
| Flamengo          | 2023              | 19                  | 0                   | 0                   | 6                | 0                | 0                | 5                           | 0                           | 0                           | 6                  | 0                  | 0                  | 31    | 0     | 0       |
| Flamengo          | Total             | 19                  | 0                   | 0                   | 6                | 0                | 0                | 5                           | 0                           | 0                           | 8                  | 0                  | 0                  | 36    | 0     | 0       |
| Total na carreira | Total na carreira | 19                  | 0                   | 0                   | 6                | 0                | 0                | 5                           | 0                           | 0                           | 8                  | 0                  | 0                  | 37    | 0     | 0       |

- a. ^ Jogos da Copa do Brasil
- b. ^ Jogos da Copa Libertadores da América
- c. ^ Jogos do Campeonato Carioca

## Títulos
Flamengo[carece de fontes?]
- Copa Libertadores da América: 2022
- Copa do Brasil: 2022 e 2024
- Campeonato Carioca: 2021, 2024 e 2025
- Supercopa Rei: 2025

### Prêmios individuais
- Goleiro menos vazado da Copa do Brasil: 2024[25]